# Jacques Le Boucq

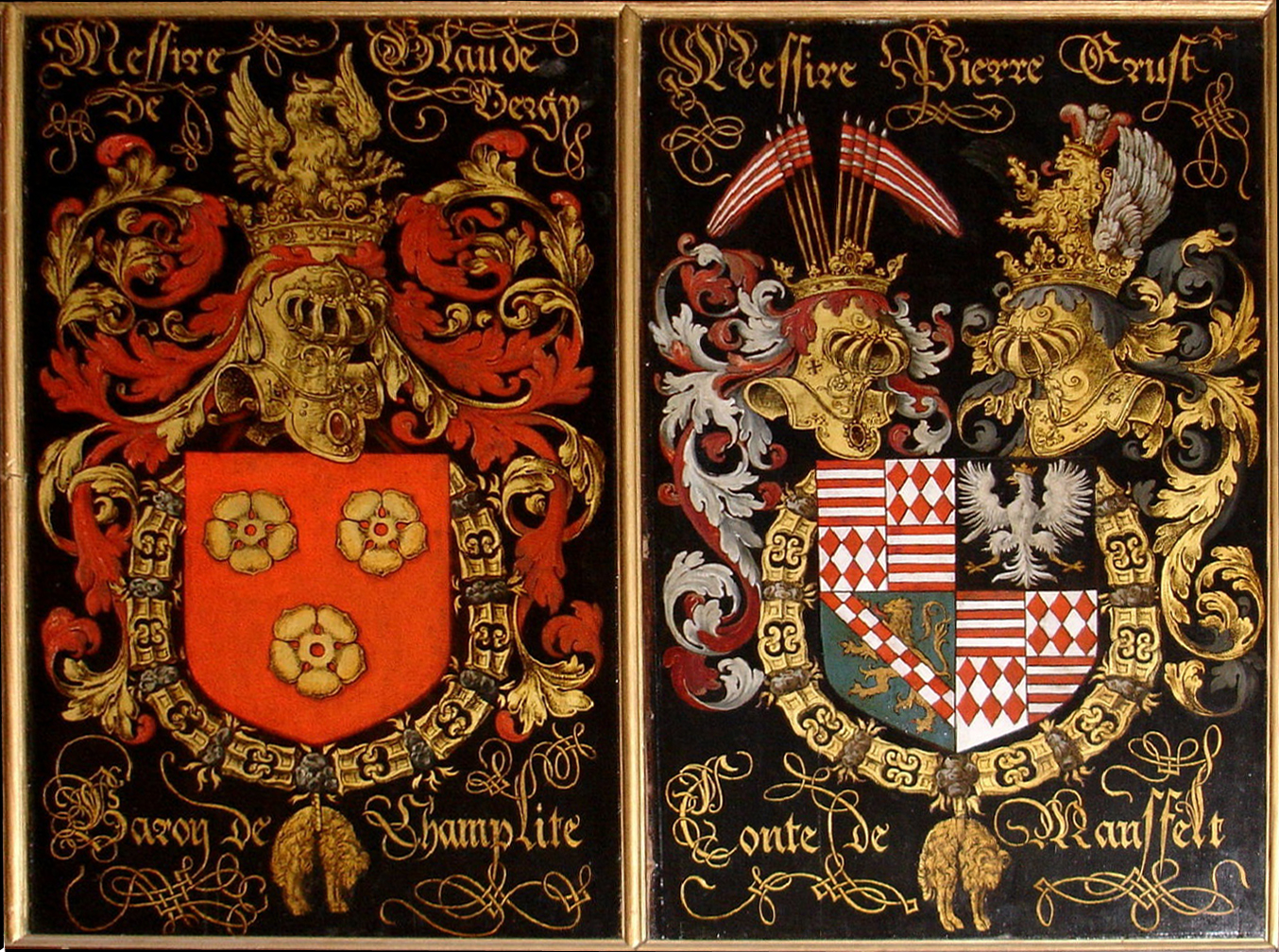
Wapenschilden als vliesridders van Claude de Vergy en Peter Ernst I van Mansfeld (ca. 1546, Sint-Baafskathedraal, Gent)

Jacques le Boucq (Valencijn, 1528/1533 – aldaar, 1573), was wapenheraut en wapenkoning van de landsheer van de Nederlanden, keizer Karel V, en ceremoniemeester van de kapittels van de Orde van het Gulden Vlies. Hij is de vermoedelijke auteur van het Recueil d'Arras, een album met potloodportretten van vorsten en vliesridders. Daarnaast schilderde hij een uitgebreid heraldisch oeuvre bijeen. Een groot deel daarvan ging teloor in de brand van het Koudenbergpaleis (1731).
Boucq is Middelfrans voor bok (mannelijke geit).